# Абрау (озеро)
Абра́у — самое большое пресноводное озеро Краснодарского края и одно из крупнейших на Кавказе, расположено на юго-западе края на низкогорном Абрауском полуострове, в 14 км от Новороссийска. На берегу озера расположено село Абрау-Дюрсо. Наибольшая глубина озера составляет по разным данным от 10 до 15 метров. Площадь озера составляет по разным оценкам от 0,6 до 2,0 км², водосборная площадь — 20,3 км².

## История изучения озера
В 1870 году по поручению императора для изучения озера была создана особая комиссия из агрономов, инженеров для осмотра окрестностей озера Абрау, которая и заключила "царское повеление об учреждении нового особого удельного имения с присвоением ему названия «Абрау-Дюрсо». В 1872 году, следуя советам французских виноделов, в окрестностях озера было начато разведение виноградников, что впрочем негативно отразилось на гидрографии самого озера из-за усиления эрозии прибрежных склонов гор. Исследователь азово-черноморских берегов В. П. Зенкович отмечал:

«Ещё более интересно крупное озеро Абрау, обрамлённое кольцом виноградников. Оно расположено в глубокой долине, где неизвестное препятствие остановило течение воды…»

## Гидрография
Это второе по площади зеркала горное озеро Большого Кавказа (после озера Кезенойам на границе Чеченской Республики и Республики Дагестан). Длина озера Абрау — более 3100 м, наибольшая ширина 630 м, глубина — 10,5 метров, площадь зеркала — 1,6—1,8 км². Площадь водосборного бассейна — 20,3 км². Максимальная глубина озера наблюдается у завальной плотины, но за последние полтора столетия она уменьшилась с 30 до 10,5 метров в результате эрозии окружающих берегов после строительства дорог и закладки виноградников. Высота над уровнем моря — 84 м. Перешеек, отделяющий озеро Абрау от Чёрного моря, невелик и в ширину составляет менее 2 км.
В озеро постоянно впадает лишь небольшая река Абрау длиной около 5,3 км, а также ряд временных водотоков, в том числе и местные ливнёвки, которые питаются в основном атмосферными осадками и стоками местных предприятий. Кроме этого, на дне озера бьют ключи. Большую часть площади водосбора озера (61 %) занимает бассейн реки Абрау; другие водотоки, впадающие в озеро, занимают 6,3 км² (31 %), остальные 1,6 км² (8 %) занимает само водное зеркало, на которое непосредственно также падают осадки. Из озера не вытекает ни одна река, поэтому формально оно считается конечным (устьевым). Поступающая в озеро вода расходуется на испарение, а также на подземный сток, который осуществляется в виде фильтрации воды сквозь тело плотины. Поэтому оно остаётся пресным и болотная растительность в нём не развита. Из-за растворённого в воде известняка его воды имеют бело-голубой или изумрудный цвет и их прозрачность невелика (около 1 м).
В районе озера господствует сухой средиземноморский климат, что накладывает отпечаток и на его гидрографию: максимальные уровни воды в нём наблюдаются с ноября по март и связаны с выпадением здесь осадков в виде дождя и мокрого снега. Летом наблюдается межень.

## Температурный режим
Озеро не замерзает даже в зимний период. Минимальная средняя месячная температура поверхностного слоя воды в озере у берегов достигает своего годового минимума в январе, но и тогда она положительна и в среднем равна +0,2 °C. Быстрое повышение температуры воды в поверхностном слое начинается в апреле и продолжается до конца июля. Максимум средней месячной температуры воды достигает в среднем 24,8 °C, а с августа вода начинает постепенно охлаждаться. Абсолютный максимум температуры поверхностного слоя воды был зарегистрирован в 1954 году и достиг 29,8 °C.

## Происхождение
Гипотезы о происхождении озера до сих пор довольно дискуссионны. Одни учёные предполагают, что котловина образовалась в результате карстового провала, другие — что озеро является остатком среднеплиоценового Киммерийского пресноводного бассейна, третьи связывают это с огромными оползнями.
Хотя карстовый рельеф средиземноморского характера и распространён на Абрауском полуострове, теория о карстовом провале маловероятна по целому ряду причин. Во-первых, Абрауские горы относительно молоды. Во-вторых, карстовые озёра провальные и поэтому обычно имеют округлую форму, а у Абрау она повторяет очертания долины реки Абрау и скорее напоминает типичное плотинное водохранилище с расширением у запруды. Оползневая теория также маловероятна, так как в районе запруды Абрау, отделяющей его от моря, нет высоких горных вершин, от которых могли бы отколоться внушительные глыбы. В результате наиболее реалистично связывать происхождение озера с землетрясением, которое привело к смещению земной коры в районе запруды.

## Флора и фауна
В озере водятся реликтовые рачки и местный эндемик — абрауская тюлька. Однако из-за заиления дна и ухудшения качества воды данный вид оказался под угрозой полного исчезновения. Ихтиофауна насчитывает 15 видов: форель, гольян, золотая офра, карась, сазан, абрауская тюлька. В придонных слоях водится бокоплав, а по берегам — пресноводный краб.
Лето жаркое, сухое и длительное (до 6 месяцев), благоприятное для произрастания эфирномасличных культур (лаванда, розмарин и др.), инжира, винограда.

## Этимология

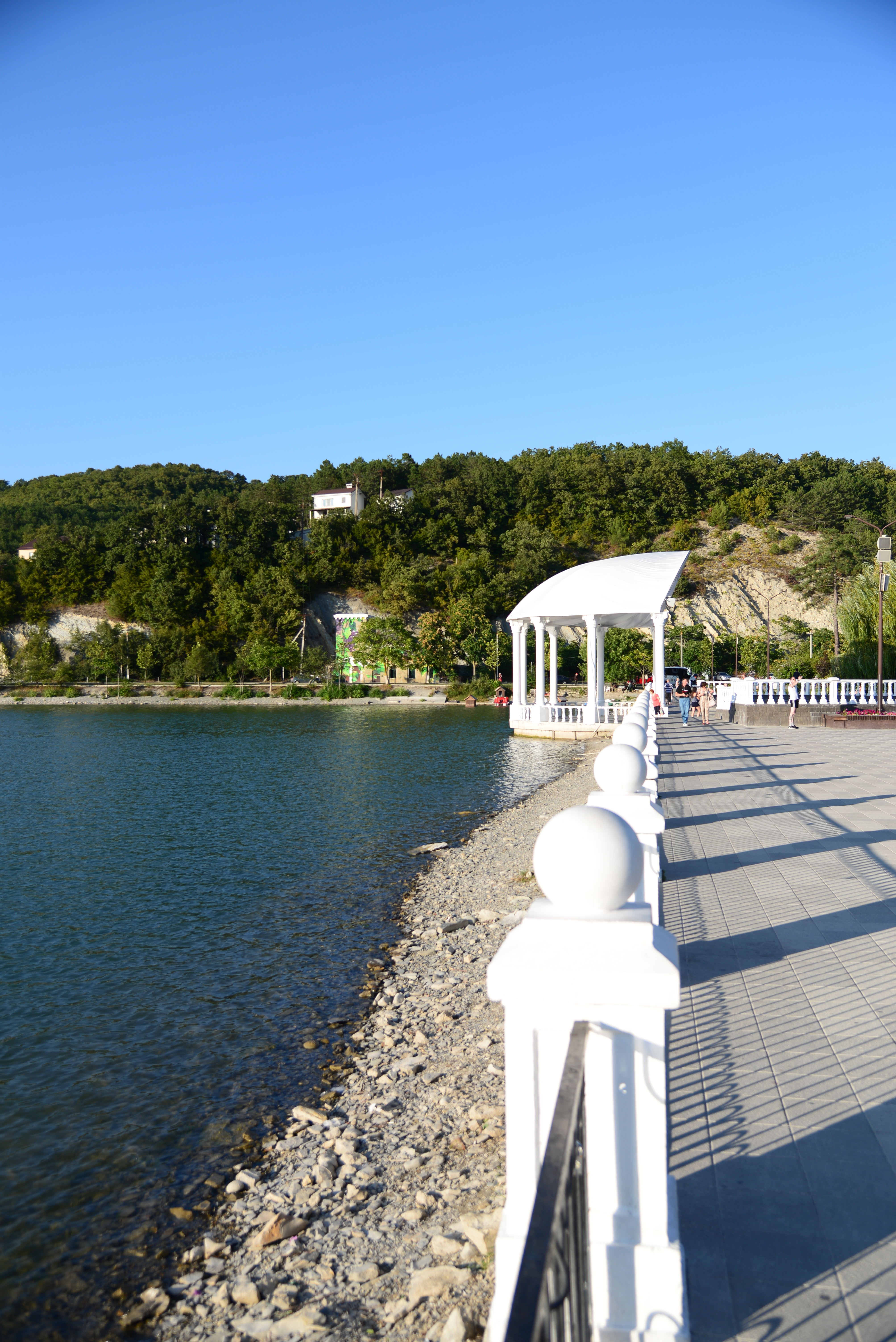
На набережной

Название Абрау образовалось от топонима адыг. Абрагъо.
Адыгская легенда гласит:

… в 15 верстах от Новороссийска по направлению к Анапе в горах, на том месте, где теперь озеро, когда-то стоял большой богатый аул, горцы, похваляясь своим богатством, захотели дорогу к морю выложить золотой и серебряной монетой. В наказание за гордость их по велению бога аул провалился и стало на том месте озеро.
— 